# Hallyeohaesang-Nationalpark
Der Hallyeohaesang-Nationalpark (koreanisch 한려해상국립공원 Hallyeohaesang gungnip-gongwon) wurde am 31. Dezember 1968 als erster Meeres-Nationalpark Südkoreas eingerichtet. Er ist einer von vier Meeresnationalparks an der Küste Südkoreas.

## Lage
Der Nationalpark liegt südwestlich der Hafenstadt Busan und ist über sechs Distrikte verteilt: Sangju-Geumsan, Namhaedaegyo, Sacheon, Tongyeong-Hansan, Geoje-Haegeumgang and Yeosu-Odongdo. Das Gesamtgebiet des Parks beträgt 545,63 km², davon sind 395,49 km² Wasserflächen und 150,14 km² Festland.
Der Park lässt sich grob in einen westlichen und einen östlichen Teil aufteilen. Der östliche Teil befindet sich bei der Insel Geojedo und umfasst die Südostküste dieser Insel, die Inseln Mireukudo, Hansando sowie einige kleinere Inseln, der westliche Teil befindet sich bei der Insel Namhaedo mit Schutzgebieten im Nord- und Südteil der Insel und auf mehreren kleineren Inseln.

## Flora und Fauna
Die Insel Geojedo ist ein wichtiges Rückzugsgebiet für den vom Aussterben bedrohten Nymphenpitta.
Unter den Pflanzenarten befindet sich die Orchideenart Sedirea japonica, die  Japanische Schwarzkiefern und die koreanische Winterhasel. Die Inseln Haegeumgang und Bijindo sind berühmt für den Palsoni-Baum, eine Baumart, die nur dort vorkommt.